# Sörskogen
Sörskogen è un progetto musicale progressive rock svedese fondato per divertimento da Mikael Åkerfeldt degli Opeth e da Dan Swanö degli Edge of Sanity. Il progetto prende probabilmente il nome da quello di una città nella quale Mikael si era esercitato con la sua prima band Eruption alla fine degli anni ottanta. Sörskogen è fortemente influenzato da gruppi progressive rock anni settanta come Camel e Genesis. Non si sa molto del progetto, salvo qualche menzione fatta da Åkerfeldt in alcune interviste.
Solo una traccia intitolata Mordet i Grottan (Omicidio nella Grotta) è apparsa sul web (con il permesso di Mikael), sebbene ci siano voci secondo le quali ne siano state registrate delle altre. La voce è di Mikael che canta in svedese. Dan Swanö suona le percussioni, il basso e le tastiere, mentre Mikael Åkerfeldt suona le parti di chitarra. Secondo alcune dicerie Fredrik Oderfjärd ha registrato un video per Mordet i Grottan ma non è mai stato pubblicato.
Stranamente, Mikael Åkerfeldt non ha mai deciso di fare una vera e propria pubblicazione, nonostante la produzione estremamente professionale e il materiale promettente. Alcune delle idee in Mordet i Grottan sono state più tardi rielaborate da Mikael, che ha preso in prestito il coro per inserirlo nella canzone To Rid the Disease dell'album Damnation degli Opeth.
Sono circolate delle voci secondo le quali sono state registrate altre tre tracce: Stupet (La Pietra Scoscesa), Den första Maj (Il Primo Maggio) e Byan.

## Formazione
- Mikael Åkerfeldt - voce chitarra
- Dan Swanö - percussioni, basso e tastiere